# Kainuku Ariki
La dynastie des Kainuku est l'une des deux lignées d’Ariki avec celle des Pa Ariki, de la tribu (vaka) de Takitumu sur l’île de Rarotonga (îles Cook). Selon la tradition orale transcrite dans la littérature orale polynésienne, l’ancêtre des Kainuku faisait partie de la première vague de peuplement de l'île, celle des Tongaiti. Ceux-ci seraient originaires d’"Arava" dans l'archipel des Tuamotu. Avec Kainuku seraient arrivés les ancêtres des Tamarua et des Teaia, deux titres de mataiapo, également de la tribu de Takitumu. Lorsque Tangiia Nui s’installa à Rarotonga aux alentours de 1250, il fit alliance avec Kainuku, qui obtint ainsi le titre d’Ariki. Le siège de la chefferie est le koutu Orotuma sur le tapere d’Avana, l'investiture ayant lieu au marae de Vaerota. Le titulaire actuelle du titre en est depuis mai 2006, Kainuku Kapiriterangi Ariki. 

## Succession au titre

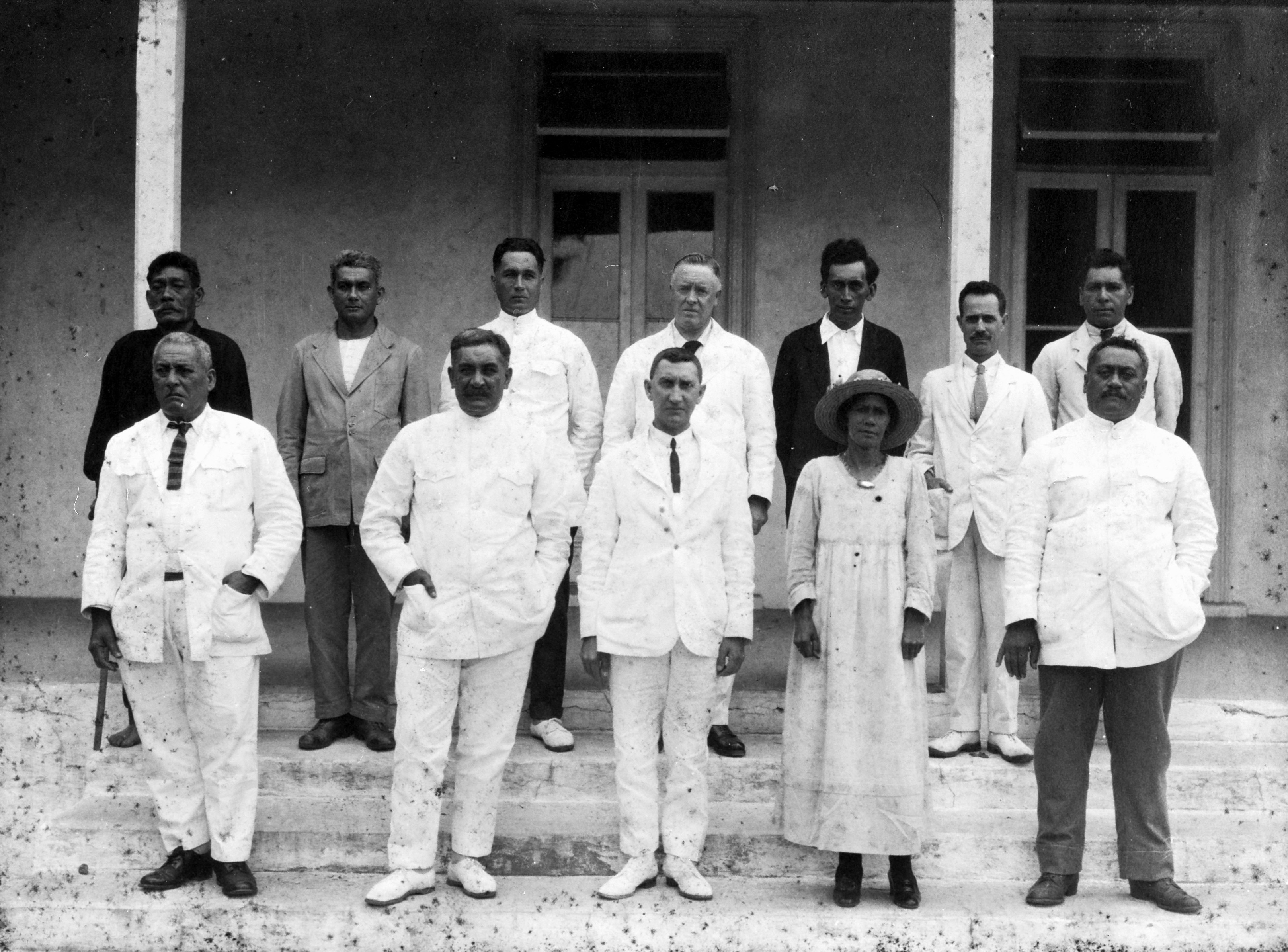
Kainuku Parapu Ariki (1er rang, 1er en partant de la gauche) et son neveu Kainuku Charles Tau Cowan (2e rang, 3e en partant de la gauche) au Conseil insulaire de Rarotonga (ca. 1923-1925)

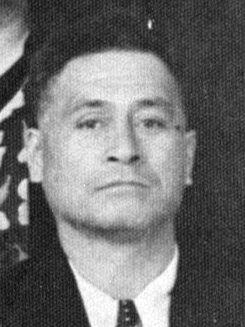
Vaikai Kainuku Ariki en 1934

Il n’existe pas de généalogie complète publiée sur les Kainuku. Les informations ci-dessous sont tirées de recoupements entre diverses sources (parfois contradictoires) et susceptibles d'être complétées ou modifiées par la suite. 
- Kainuku te Angakuku (fin XVIIIe siècle)
- Kainuku te Rapoanga (fin XVIIIe, début XIXe siècle)
- Kainuku  Tamoko Ariki appelé également selon les sources Kainuku Paora aurait été l’ariki en titre en 1823 lors du premier passage de John Williams[3].
- Kainuku Nia Ariki fils de Kainuku Tamoko[4],[5].
- Kainuku Toeta Ariki, connu également sous son nom chrétien de Charlie Kainuku est le frère cadet de Kainuku Nia et fils de Kainuku Tamoko
- Kainuku Pekarau Ariki ou Kainuku Peka serait la fille de Kainuku Toeta[6],[7].
- Kainuku Parapu Ariki est le fils de Kainuku Pekarau. Marié à Teputuki Tamarua, ils auraient eu 13 enfants : Vaikai (m) ; Nuka (f) ; Toeta (m) ; Ita Tamariki (m) ; Putua (m) ; Teamanu (m) ; Tamaiti (m) ; Timi (m) ; Tekura (f) ; Teupoko Etetera (f) ; Ben (m) ; Arona Teuira (m) ; Manatu (m)[8].
- Kainuku Vaikai Tamoko Ariki, né le 2 novembre 1885, est le fils aîné de Kainuku Parapu. Il épouse Piupiu te Wherowhero, de la famille royale maori.
- Kainuku Charles Tau Cowan Ariki, fils de Nuka Kainuku et Charlie Cowan, il succède à son oncle. Il fut marié à Makea Nui Tapumanoanoa Teremoana Ariki[9].
- Kainuku Mata Tekura Tau ka Pa Nia Ariki, elle meurt en juillet 2004[10].
- Kainuku Kapiriterangi Ariki depuis son investiture ayant eu lieu le 6 mai 2006.